# Clé de détermination des pins de France
Ces clés de détermination permettent de déterminer les espèces du genre Pinus de France métropolitaine.

## Selon laFlore forestière française
Cette clé de détermination a été inspirée de divers ouvrages tel Flore forestière française (Jean-Claude Rameau (auteur principal), Institut pour le Développement Forestier, 1993, Tome I et II) et Guide de Dendrologie (M. Jacamond, ENGREF, 2001, 4e édition).
- Aiguilles groupées par cinq
  - Aiguilles grêles, longues de 8-15 cm ; cône cylindrique, étroit, pédonculé, pendant → Pinus strobus (introduit)
  - Aiguille fines très souples, longues de 12 à 20 cm - cône femelle long de 15 à 30 cm → Pin de l'Himalaya
  - Aiguilles courtes (6-12 cm) ; cône ovoïde, trapu, sessile → Pinus cembra
- Aiguilles groupées par deux
  - Aiguilles courtes
    - Feuillage vert-bleuté
      - Aiguilles vrillées → Pinus sylvestris

    - Feuillage vert intense
      - Cônes dissymétriques → Pinus mugo ssp. uncinata
        - Ecailles à écusson nettement en crochet → var. rostrata
        - Ecailles à écusson non nettement recourbé → var. rotundata

      - Cônes symétriques
        - Cônes petits, port plus ou moins rampant→ Pinus mugo ssp. mugo

  - Aiguilles longues
    - Aiguilles raides, fines, vert sombre → Pinus nigra ssp. nigra (introduit)
    - Aiguilles souples, fines, plus vrillées, claires → Pinus nigra ssp. salzamannii
      - Tronc trapu, branches insérées obliquement → var. salzamannii
      - Tronc droit, élancé, branches droites → var. corsicana

  - Aiguilles longues, gros cônes
    - Aiguilles raides, très longues (10-20 cm), épaisses, cônes à écailles en pointes → Pinus pinaster
    - Aiguilles longues (10-15 cm), cône gros, arrondi, graine grosse sans ailes, comestible → Pinus pinea
    - Aiguilles plus fines (6-10 cm), cônes gros, écailles arrondies → Pinus halepensis

## Selon Paul Fournier

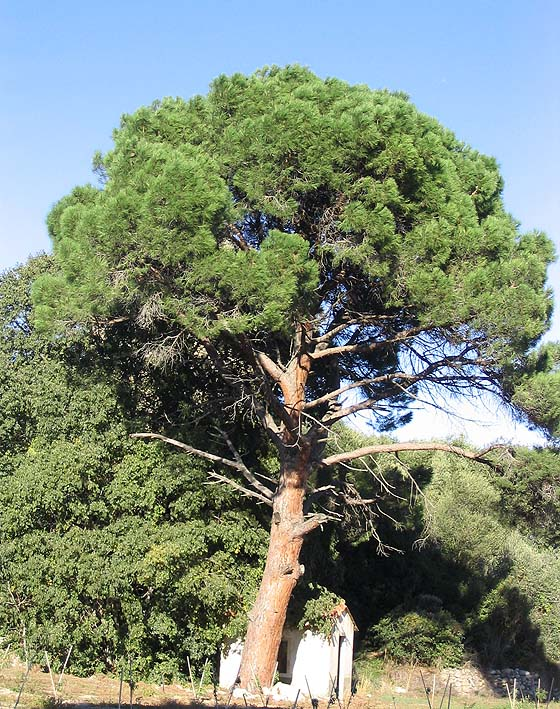
Pinus pinea, Pin parasol ou Pin Pignon

Cette clé de détermination des pins de France s'inspire de la Flore de Paul Fournier:
- Feuilles par faisceaux de 5.
  - Feuilles très fines (diamètre de moins 1 mm):Pinus strobus.
  - Feuilles plus épaisses: Pinus cembra.
- Feuilles par faisceaux de 2.
  - Jeunes cônes très gros et obtus: Pinus pinea.
  - Jeunes cônes subaigus :
    - Feuilles de 6 à 15 cm:
      - Cône long de 8-18 cm
        - Feuilles très longues de 10 à 20 cm:Pinus pinaster.
        - Feuilles plus courte de 6 à 10 cm:Pinus halepensis.

      - Cône court de 4-8 cm: Pinus nigra.

    - Feuilles courtes de 4 à 6 cm, écailles plus ou moins en crochets:
      - Feuilles glaucescentes, tronc rougeâtre: Pinus sylvestris.
      - Feuilles d'un vert foncé: Pinus mugo.